# 上方演芸の殿堂入り
上方演芸の殿堂入り（かみがたえんげいのでんどういり）は、上方演芸の発展と振興に貢献した演芸人の功績や魅力を後世に伝えるために、毎年選考委員により選定され、大阪府立上方演芸資料館において顕彰・展示されるものである。決定した際には、受賞者の関係者・親族などを招いて表彰式が行われる。
一定の評価を得た演芸人の顕彰のため故人が対象となることが多いが、漫才コンビなどで存命メンバーがいる場合は代表として表彰式に出席することもある。

## 選考委員 (第11回/2006年度)
- 難波利三 (委員長・作家)
- 成瀬國晴 (イラストレーター)　＊第１回より、毎回受賞者の似顔絵イラストを描いている。
- 織田正吉 (作家)
- 西川きよし (タレント)
- 横山アキラ (漫才・横山ホットブラザーズ)
- 横山マコト (漫才・横山ホットブラザーズ)
- 桂三枝 (現・六代桂文枝) (落語家)
- 秋山茂樹 (NHK大阪放送局芸能部長)
- 草川誠 (朝日新聞大阪本社生活文化部長)
- 金森三夫 (産経新聞大阪本社編集局文化部編集委員)
- 上沼真平 (関西テレビ放送株式会社役員待遇制作GP)
- 葛西康人 (アップリカ葛西株式会社副社長)
- 都筑敏子 (元ラジオ大阪プロデューサー)
- 桂米朝 (名誉顧問 落語家)
- 喜味こいし (名誉顧問 漫才師)

## 過去の受賞者
- 第1回 (1996年度) 
  - 初代桂春団治 (落語)
  - 五代目笑福亭松鶴 (落語)
  - 横山エンタツ・花菱アチャコ (漫才)
  - 砂川捨丸・中村春代 (漫才)
  - 三代目吉田奈良丸 (浪曲)
  - 二代目旭堂南陵 (講談)
- 第2回 (1997年度) 
  - 花月亭九里丸 (漫談)
  - ミスワカナ・玉松一郎 (漫才)
  - 中田ダイマル・ラケット (漫才)
- 第3回 (1998年度)
  - 六代目笑福亭松鶴 (落語)
  - 芦乃家雁玉・林田十郎 (漫才)
  - 梅中軒鶯童 (浪曲)
- 第4回 (1999年度)
  - 二代目桂春団治 (落語)
  - 松葉家奴・松葉家喜久奴 (漫才)
  - 初代京山幸枝若 (浪曲)
- 第5回 (2000年度)
  - 四代目桂米団治 (落語)
  - 松鶴家光晴・浮世亭夢若 (漫才)
  - 西条凡児 (漫談)
- 第6回 (2001年度)
  - 冨士月子 (浪曲)
  - 浪花家市松・芳子 (漫才)
  - 二代目桂枝雀 (落語)
- 第7回 (2002年度)
  - 橘ノ円都 (落語)
  - 桜川末子・松鶴家千代八 (漫才)
  - 吾妻ひな子 (漫談)
- 第8回 (2003年度) 
  - 都家文雄・都家静代 (漫才)
  - 林家とみ (三味線)
- 第9回 (2004年度) 
  - 夢路いとし・喜味こいし (漫才)
  - 横山やすし・西川きよし (漫才)
- 第10回 (2005年度)
  - 三代目林家染丸 (落語)
  - 五代目桂文枝 (落語)
  - 海原お浜・小浜 (漫才)
  - 宮川左近ショー (音楽ショウ)
- 第11回 (2006年度)
  - ミヤコ蝶々・南都雄二 (漫才)
  - 三代目旭堂南陵 (講談)
  - 人生幸朗・生恵幸子 (漫才)
- 第12回 (2007年度)
  - ミスワカサ・島ひろし (漫才)
  - 京唄子・鳳啓助 (漫才)
  - 島田洋之介・今喜多代 (漫才)
- 第13回 (2008年度)
  - 暁伸・ミスハワイ (漫才)
  - 横山ホットブラザーズ (漫才)
- 第14回 (2010年度)
  - 三代目桂米朝 (落語)
- 第15回 (2011年度)
  - 二代目露の五郎兵衛 (落語)
  - 若井はんじ・けんじ (漫才)
- 第16回 (2012年度)
  - 上方柳次・柳太 (漫才)
  - 岡八朗 (コメディアン)
- 第17回 (2013年度)
  - 川上のぼる (腹話術・声帯模写)
  - 木川かえる (ジャズ漫画)
- 第18回 (2014年度)
  - 二代目平和ラッパ (漫才)
  - タイヘイトリオ (音曲漫才)
- 第19回 (2015年度)
  - 秋田Aスケ・Bスケ (漫才)
  - 花紀京 (コメディアン)
- 第20回 (2017年度)
  - 二代目春野百合子 (浪曲)
  - 三代目桂春団治 (落語)
- 第21回 (2018年度)
  - かしまし娘 (漫才)
- 第22回 (2019年度)
  - レツゴー三匹 (漫才)
  - 三遊亭小円・木村栄子 (漫才)
- 第23回（2020年度）
  - 二代目笑福亭松之助（落語）
  - Wヤング（漫才）
- 第24回（2021年度）
  - ゼンジー北京（手品）[1]
- 第25回（2022年度）
  - 三代目笑福亭仁鶴（落語）
  - 初代真山一郎（浪曲）
- 第26回（2023年度）
  - 今いくよ・くるよ（漫才）
  - 桂吉朝（落語）
- 第27回（2024年度）
  - コメディNo.1（漫才）
  - 正司敏江・玲児（漫才）
- 第28回[2]（2024年度）
  - 二代目桂ざこば（落語）
  - 横山たかし・ひろし（漫才）